# SaudiSAT-5
SaudiSAT-5A/B ist der Name zweier saudi-arabischer Erdbeobachtungssatelliten.
Sie wurden am 7. Dezember 2018 um 04:12 UTC mit einer Langer Marsch 2D Trägerrakete vom Kosmodrom Jiuquan (zusammen mit Tianyi X1-X3, Weina-1 03, Piao Chong 1-6) in eine Umlaufbahn gebracht.
Die jeweils 200 kg schweren Satelliten sind mit einer Hyperspektralkamera ausgerüstet und sollen hochauflösende Bilder für Stadtplanung, Überwachung von Bewegungen und Veränderungen an der Erdoberfläche liefern. Sie wurden von der KACST (King Abdulaziz City for Science & Technology) gebaut.